# Akheem Gauntlett
Akheem Gauntlett (né le 26 août 1990) est un athlète jamaïcain, spécialiste du 400 mètres.

## Biographie

### Palmarès
| Date | Compétition                    | Lieu  | Résultat | Épreuve   | Temps         |
| ---- | ------------------------------ | ----- | -------- | --------- | ------------- |
| 2014 | Championnats du monde en salle | Sopot | 3e       | 4 × 400 m | 3 min 03 s 69 |

### Records
| Épreuve | Épreuve   | Performance | Lieu         | Date          |
| ------- | --------- | ----------- | ------------ | ------------- |
| 400 m   | Plein air | 45 s 00     | Kingston     | 29 juin 2014  |
| 400 m   | Salle     | 46 s 14     | Fayetteville | 1er mars 2013 |